# Синагога (Бориня)
Синагога Борині була заснована, ймовірно, в XIX ст. Зруйнована німцями під час Другої світової війни. Після війни синагогу не було відновлено.